# Levend Schip
Een Levend Schip is een fictief soort schip uit De boeken van de Levende Schepen van Robin Hobb. Levende Schepen zijn onderdeel van haar fictieve Rijk van de Ouderlingen.

## Zeeslangen en Draken
Op een ver eiland, het Eiland van de Anderen genaamd, leven tegenwoordig de Anderen of Abnomades; visachtige orakels die hun voorspellende gave halen uit de aangespoelde spullen op de kusten. Deze vondsten zouden wat vertellen over de toekomst van de persoon die het strand bewandeld en oppakt wat hem aantrekt. Voor een gouden munt zijn de Anderen bereid de spullen te observeren en daaruit conclusies voor de toekomst te trekken.

Het eiland is echter al vele jaren de broedplaats van een verheven soort. De zeeslangen kruipen er uit hun eieren en gaan naar de zee. Vanaf het eiland vertrekt de grote groep jonge zeeslagen verder naar het voedselrijke en warme zuiden.

Onder die vele zeeslangen bevinden zich enkele die Zij Die Zich Herinneren worden genoemd; slangen die de ware aard van hun soort kennen, en als profeten op zullen treden als de tijd rijp is. Zij Die Zich Herinneren dragen alle herinneringen van hun voorouders mee, die tot diep in het verleden reiken. Het was Een Die Zich Herinnert die vlak na haar geboorte uit het ei gevangen werd genomen door de Anderen en gevangen werd gehouden. Door middel van alle herinneringen uit het verleden kan men immers de toekomst voorspellen.
Na de periode van veel voedsel in het zuiden zijn de zeeslangen volgroeide, sterke wezens geworden met een fraai uiterlijk. Bij hun nek hebben zij een stekelkraag die belangrijke giffen afscheidt; giffen die dienen als transportmiddel van herinneringen. En met behulp van die herinneringen dient Een Die Zich Herinnert alle zeeslangen aan het begin van de herfst mee te nemen naar het kille noorden, dwars door de oceaan. Aan de monding van de rivier die nu de Wilde Regenrivier genoemd wordt wacht een volwassene van hun soort hen op; een draak. De Heerser van de Drie Domeinen water, aarde en lucht leidt de zeeslangen de rivier op, tot de kusten met een zilverachtig slib worden bereikt en daarin alle herinneringen van hun soort worden losgelaten. Van het slib worden dikke cocons gemaakt van al die herinneringen, waarin de zeeslang tot draak volgroeid. De cocons moeten de koude winter overleven, en werden door de Ouderlingen bewaakt tegen roofdieren tot het zomerse zonlicht de cocons doet smelten en de pasgeboren draken de herinneringen uit hun cocon absorberen. Hierna begint het volgroeien van de draken en het paren. De vrouwtjesdraak legt haar eieren op de kust van het Eiland van de Anderen, waar de jonge zeeslangen geboren zullen worden en de cyclus opnieuw zal beginnen.

## De Ouderlingen
De Ouderlingen waren een oeroud volk, dat is ontstaan uit mensen maar geworden is tot een mooi, lang en wijs volk door intensief contact met de draken die toen nog over de wereld heersten. De Ouderlingen bezaten exotische magie en bouwden hun steden als droomachtige labyrinten. Door hun lange levensduur en magie werden ze weinig vruchtbaar, en kinderen werden daardoor als zegeningen gezien.

De Ouderlingen leefden hand in hand met de draken, en waren elkaars gelijken. Uiteindelijk werd natuurgeweld de ondergang van hun soort. Tijdens vulkaanerupties hebben de Ouderlingen nog enkele drakencocons in veiligheid weten te brengen; deze cocons werden later bekend als toverhout.

Na de terugkeer van draken in de Drie Domeinen worden mensen die veel contact met de draken hebben, weer Ouderlingen.

## De Levende Schepen en Toverhout
De uitgestorven Ouderlingen lieten hun steden vol magie achter aan het rad des tijds, en veel ervan werden vernietigd of begraven onder de aarde.

Door het uitsterven van de Ouderlingen en de meeste draken door het natuurgeweld kon de jongste generatie van zeeslangen niet terug naar hun transformatieplaats. De meeste slangen verloren al hun sociale gedrag, herinneringen en instincten en werden slechts dierlijk. Zij Die Zich Herinnert werd immers vastgehouden op het Eiland van de Anderen.
In de bedolven steden van de Ouderlingen kwam een nieuw volk te wonen; Jamailliaanse kolonisten die aan 'de Wilde Regenrivier' gingen wonen. Zij plunderden uit onwetendheid de oeroude steden van de Ouderlingen en zaagden de geredde cocons van de zeeslang-draken aan stukken. Ze dachten dat de cocons bestonden uit hout; het enige hout dat opgewassen was tegen het bijtende witte water van de dodelijke rivier. Uit dit 'toverhout', de cocons van herinneringen om de draken, werden planken gezaagd, waaruit de beroemde Levende Schepen van Beijerstad zijn gewrochten (Vivacia, Paragon, Ophelia, Gantrij, Charme, Goudring en vele anderen). Deze koopvaarders kregen een menselijk boegbeeld, en met het sterven van een kapitein uit de derde generatie van een familie heeft het schip dusdanig veel herinneringen geabsorbeerd dat het tot leven komt en het boegbeeld bijna menselijk wordt.
In de boeken komen de levende schepen erachter dat ze dood materiaal zijn; herinneringen aan wezens wier vleugels hen zijn ontnomen, en volgepompt met menselijke herinneringen. De innerlijke draak in een schip kan de gevormde persoon, hetzij Vivacia, Paragon, Gantrij, etc. domineren, of de twee kunnen een geheel vormen.

## Eigenschappen
Levende Schepen hebben gunstige en bijzondere eigenschappen. Ze varen veel beter en sneller dan gewone schepen en ze worden niet aangetast door het bijtende water van de Wilde Regenrivier. Verder kan een Levend Schip herinneringen, kennis en emoties van mensen in zich opnemen. Hierdoor komt zo'n schip tot leven nadat drie generaties van één familie op zijn dek zijn overleden.
Omdat een Levend Schip altijd met een boegbeeld gemaakt wordt, kan het, na het tot leven is gekomen, praten, bewegen en nadenken als een mens. Een levend boegbeeld is extreem nuttig voor het varen, omdat het informatie in zich heeft opgenomen over gunstige routes, stromingen en winden en omdat het zelf goed kan voelen hoe het in het water ligt.

## Gebruik
Vanwege bovenstaande eigenschappen worden Levende Schepen gekocht door de Beijerstadse Vaarders, die vaak generaties lang bezig zijn met het aflossen van hun schuld, omdat Levende Schepen erg duur zijn. Maar de voordelen van de schepen maken de schulden meer dan goed. Levende Schepen zijn zo snel dat handel met Levende Schepen veel winstgevender is dan met gewone schepen en piraten geen bedreiging vormen. Ook kunnen Vaardersfamilies met Levende Schepen als enigen handel drijven met de Wilde Regenlanden door de bijtende Wilde Regenrivier. Omdat Levende Schepen emotioneel gebonden zijn aan hun Vaardersfamilie, moet er voor het geestelijke welzijn altijd een familielid aan boord zijn.
| Levend Schip | Familie | Bijzonderheden                                         |
| ------------ | ------- | ------------------------------------------------------ |
| Vivacia      | Vestrit | Sterft en komt weer tot leven als draak                |
| Paragon      | Ludluk  | Gemaakt van 2 cocons; gek geworden                     |
| Ophelia      | Tenira  | De draak in haar cocon stierf voordat zij gemaakt werd |
| Kendrij      | Kurphus | Vaart op de Wilde Regenrivier                          |